# بيتر رودمان
بيتر وارن رودمان (بالإنجليزية: Peter Warren Rodman)‏ ولد يوم 24 نوفمبر 1943 في بوسطن، الولايات المتحدة وتوفي يوم 2 أغسطس 2008 في بالتيمور، الولايات المتحدة. كان محاميًا أمريكيًا ومسؤولًا حكوميًا ومؤلفًا ومستشارًا للأمن القومي. ولد في بوسطن، وتلقى تعليمه في مدرسة روكسبري اللاتينية. حصل على شهادة البكالوريوس من كلية هارفارد وماجستير من كلية ورسيستر، أكسفورد، ودكتوراه في القانون من كلية هارفارد للحقوق.

## الحياة المهنية
بدأ رودمان حياته المهنية في الحكومة كموظف في مجلس الأمن القومي، وعمل من عام 1969 إلى عام 1977 وعمل كمساعد لهنري كيسنجر. من عام 1977 إلى عام 1983، كان زميلًا في مركز الدراسات الاستراتيجية والدولية. من عام 1984 إلى عام 1986، شغل رودمان منصب مدير تخطيط السياسات في عهد رونالد ريغان. شغل منصب نائب مستشار الأمن القومي لريغان من 1986 إلى 1987. من 1987 إلى 1990، شغل منصب المساعد الخاص للرئيس لشؤون الأمن القومي ومستشار مجلس الأمن القومي.
كان أحد الموقعين على مشروع القرن الأمريكي الجديد في 26 يناير 1998 الذي أرسل إلى الرئيس الأمريكي بيل كلينتون. عمل بشكل مكثف مع هنري كيسنجر، حيث ساعده في كتابة مذكراته. كان عضوًا في مجلس أمناء فريدم هاوس ونائب الرئيس وعضو مجلس إدارة الشؤون العالمية وزميل معهد السياسة الخارجية في مدرسة الدراسات الدولية المتقدمة.
من عام 1991 إلى عام 1999، كان رودمان محررًا أول في مجلة ناشونال ريفيو، وهي مجلة محافظة. كما شغل منصب مدير برامج الأمن القومي في مركز ناشونال إنترست، وهي مؤسسة فكرية محافظة أسسها ريتشارد نيكسون. عاد رودمان إلى الخدمة الحكومية كمساعد لوزير الدفاع لشؤون الأمن الدولي في فترة رئاسة جورج بوش الابن.
في مارس 2007، ترك منصبه كمساعد وزير دفاع الولايات المتحدة لشؤون الأمن الدولي ليصبح زميلًا أول في مؤسسة بروكينغز. كان مؤلفًا لكتاب أغلى من السلام، وهو كتاب عن الحرب الباردة في العالم الثالث، حيث أشاد بإدارة ريغان لصدها الشيوعية في أفغانستان، أنغولا وكمبوديا. توفي رودمان يوم 2 أغسطس 2008 في بالتيمور، ماريلند، الولايات المتحدة عن عمر 64 سنة بسبب ابيضاض الدم.